# Araneus mangarevoides
Araneus mangarevoides là một loài nhện trong họ Araneidae.
Loài này thuộc chi Araneus. Araneus mangarevoides được Friedrich Wilhelm Bösenberg & Embrik Strand miêu tả năm 1906.